# Antiguo Jardín Botánico de Kiel

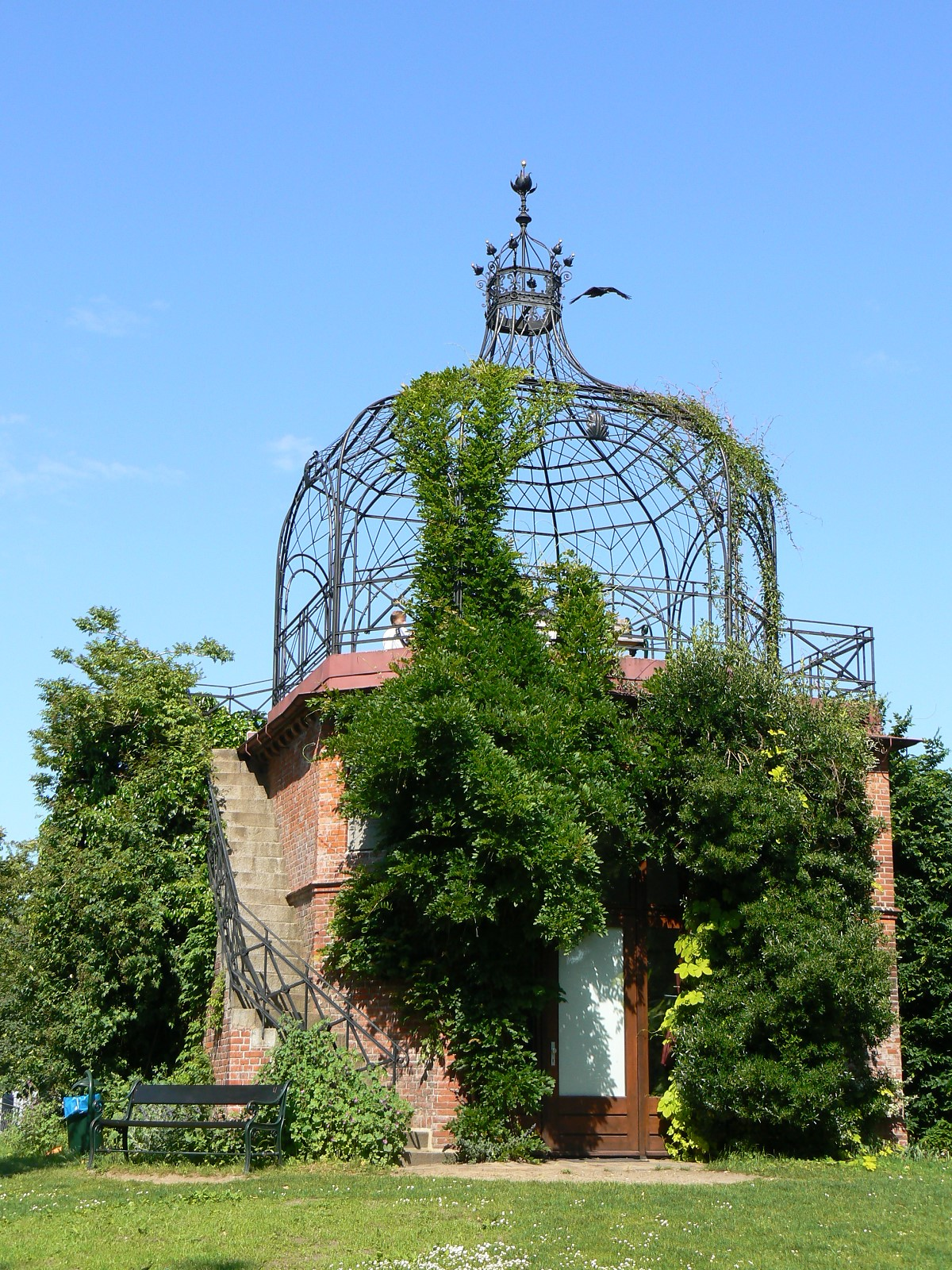
Pabellón del "Alter Botanischer Garten Kiel".

El Antiguo Jardín Botánico de Kiel (en alemán: Alter Botanischer Garten Kiel, también conocido como Alter Botanischer Garten an der Förde) con una extensión de 2,5 ha, es el antiguo jardín botánico y arboreto de la ciudad de Kiel. 

## Localización
Se encuentra ubicado en Düsternbrooker Weg 19, Kiel, Schleswig-Holstein, Deutschland-Alemania.54°19′50.88″N 10°8′49.92″E / 54.3308000, 10.1472000
El jardín botánico se encuentra abierto a diario todo el año. La entrada es gratuita.

## Historia
Kiel ha tenido varios jardines botánicos desde 1668, cuando el  profesor Johann Daniel Major (1634-1693) estableció su horticus medicus dentro del jardín del castillo de Kiel. Es confuso si este jardín sobrevivió a la ocupación danesa de 1675 a 1676. Los jardines que le siguieron fueron establecidos en el sitio del monasterio franciscano anterior, en « Falckstraße » (a partir de 1727) y en el jardín « Prüne » (a partir de 1803), y no permanece ninguna huella de estos jardines tempranos.

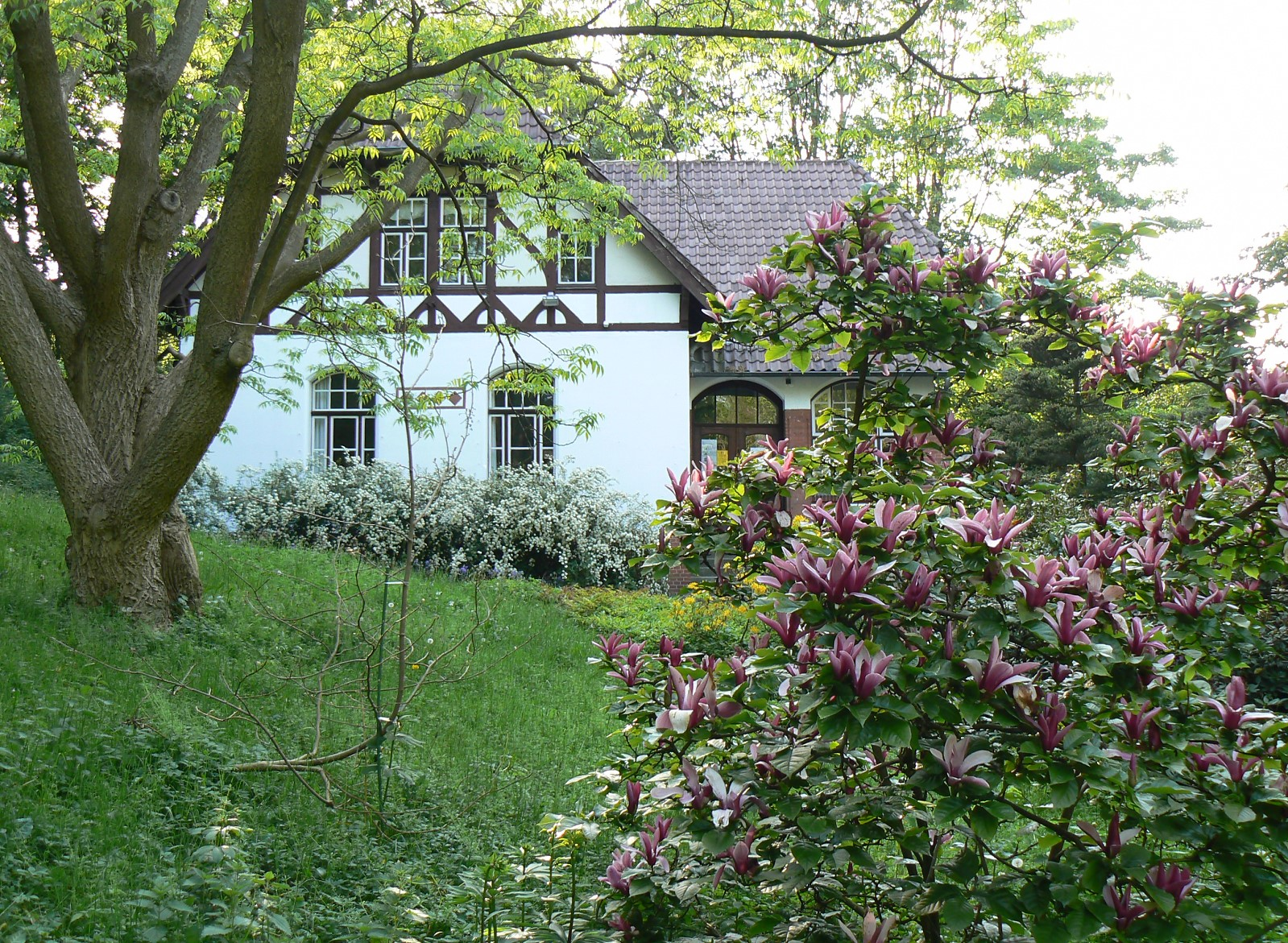
La casa de la literatura(Literaturhaus) en el "Alter Botanischer Garten Kiel".

El « Alter Botanischer Garten » comenzó como el parque privado del empresario del negocio del tabaco Abraham Christian Brauer, que en 1825 creó un jardín con paseos curvados, plantaciones arboladas, un estanque del cisne, y las excelentes vistas del fiordo de Kiel. A su muerte en 1868 el sitio fue adquirido por la universidad de Kiel, y entre 1878 y 1884 reacondicionado por el botánico Adolf Engler como jardín botánico, introduciendo las plantaciones geográficas de especies exóticas mientras que preservaba la estética del paisaje.
En 1891 la universidad agrega el pabellón de la cumbre, un edificio octagonal de ladrillo visto, con una grácil bóveda de hierro colado, y en 1906 agregó al jardín la cabaña del inspector. 
Después de que la universidad creara un nuevo jardín botánico en su campus en 1978 (Botanischer Garten der Christian-Albrechts-Universität zu Kiel), el jardín se convirtió en un parque público en el año 1980. Su cerca y pabellón fueron restaurados a fondo entre 1984 y 1994, y desde 1998 la cabaña ha servido como la casa de la literatura de Schleswig-Holstein.

## Colecciones

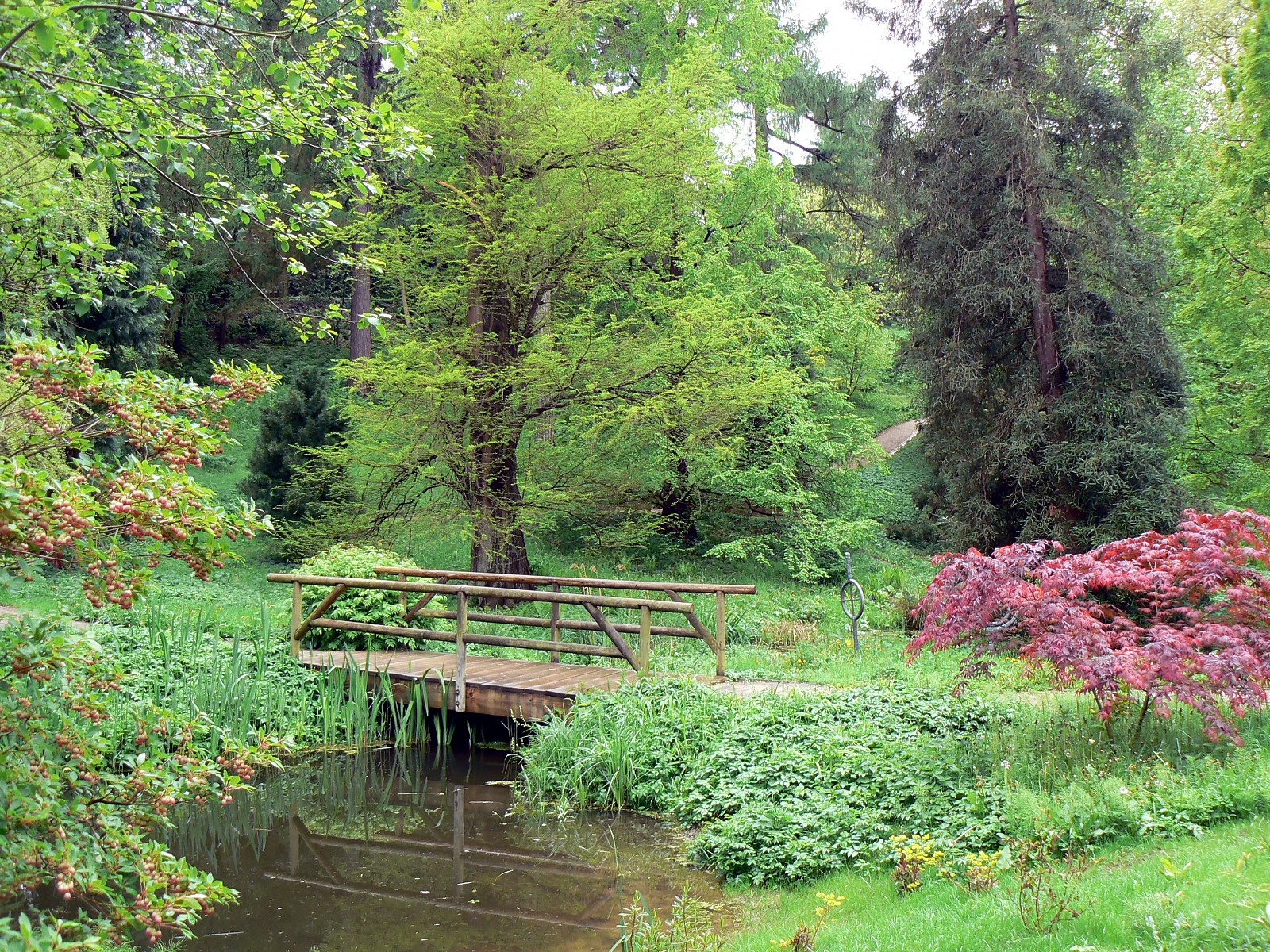
Alter Botanischer Garten Kiel.

Actualmente el jardín alberga más de 280 especies de flora herbácea, con una interesante colección de árboles en la que se incluye el mayor ejemplar de Ginkgo biloba en Schleswig-Holstein, dos especímenes de Metasequoia glyptostroboides que pasan por ser los más antiguos de centro Europa (plantados alrededor de 1948 de semillas procedentes del Arnold Arboretum), unos ejemplares maduros de Phellodendron amurense, Juniperus rigida, Sequoia sempervirens, y Taxodium distichum. 
Además el jardín tiene dos estanques, zonas de pradera, y lechos florales de plantas perennes.